# Fort Scott (Georgia)
Fort Scott (in origine Camp Crawford) era un forte, sito in Georgia, eretto nel 1816 dall'esercito degli Stati Uniti per stabilizzare i confini meridionali dello Stato e tenere sotto controllo i locali nativi americani.

## Storia

### Forte Negro
Il confine meridionale della Georgia era, fin dai giorni delle Tredici Colonie, sempre rimasto incerto, e non era chiaro dove finisse lo Stato americano e dove cominciasse la Florida spagnola. Inoltre, a complicare le cose, l'area era densamente popolata dai Seminole, ed era quindi di assai difficile colonizzazione.
Durante la guerra del 1812 i britannici approfittarono di questa situazione incerta e s'impossessarono della zona, costruendo alcuni fortini da cui lanciare sortite contro gli americani. Il termine della guerra nel 1815 li costrinse tuttavia a ritirarsi, lasciando le costruzioni in mano ai locali. Specialmente una di queste, chiamata Forte Negro, divenne un punto di riferimento per gli schiavi fuggitivi, i nativi americani ostili all'espansionismo statunitense e i banditi della Florida spagnola, che dal forte potevano lanciare le loro scorrerie nella Georgia meridionale. Ciò comportò dapprima la costruzione di un forte per respingere gli attacchi, e nel 1816 venne costruito il presidio di Camp Crawford; infine, alcuni mesi più tardi, la ridotta venne attaccata e distrutta nella battaglia del Forte Negro (da alcuni ritenuta il primo scontro delle guerre seminole).
Dopo la distruzione del Forte Negro i comandi statunitensi ritennero di non aver più bisogno di Camp Crawford, così lo abbandonarono.

### Prima guerra seminole
L'abbandono era stato tuttavia affrettato: in seguito alle tensioni montanti con i nativi, la tribù dei Bastoni Rossi bruciò quel che restava del forte, e presto fu chiara la necessità di ristabilire il presidio. Nel 1817 allora il generale Edmund P. Gaines ordinò al maggiore David E. Twiggs di ricostruire il forte, che sarebbe servito da quartier generale per l'esercito americano durante la prima guerra seminole.
La rinnovata presenza statunitense esacerbò i conflitti con i nativi, finché nel novembre 1817 si arrivò alla battaglia di Fowltown: Twiggs, dopo che il capo indiano Nemathla aveva rifiutato un invito al forte, lanciò un raid notturno contro il suo villaggio che ne costrinse gli abitanti a fuggire. Lo scontro di Fowltown, che secondo Twiggs avrebbe dovuto essere risolutivo, in realtà aizzò i nativi contro gli statunitensi, e fu il casus belli della prima guerra seminole.
Dopo il massacro di Scott, perpetrato dai nativi come ritorsione per Fowltown, Camp Crawford venne rinominato Fort Scott in onore del tenente Richard W. Scott, perito nella strage. Il forte si trovava in pieno territorio ostile e poteva essere rifornito solo via fiume; i nativi, consci di ciò, attaccarono sistematicamente le chiatte dei rifornimenti, e mantennero Fort Scott in stato d'assedio per oltre quattro mesi tra la fine del 1817 e l'inizio del 1818, quando infine gli statunitensi contrattaccarono costringendo i Seminole a ritirarsi a sud.
Nonostante la funzione strategica del forte, la zona paludosa in cui sorgeva era molto insalubre e la sua guarnigione era costantemente piagata da malaria, febbre gialla e dissenteria. Nel 1821 la situazione a Fort Scott era talmente degenerata (erano ammalati 769 soldati su 780) che gli Stati Uniti furono costretti ad evacuarlo, abbandonandolo definitivamente. Il presidio non venne più ristabilito, e ciò che rimaneva di Fort Scott fu sommerso durante la formazione del lago Seminole, un bacino artificiale creato negli anni '70.